# Crocidura sapaensis
Crocidura sapaensis (білозубка сапська) — дрібний ссавець, вид роду білозубка (Crocidura) родини мідицеві (Soricidae) ряду мідицеподібні (Soriciformes).

## Етимологія
Новий вид названий на честь міста Шапа, столиці району Шапа провінції Лаокай в північній частині В'єтнаму.

## Опис
Це невелика Crocidura з відносно довгим хвостом. Голова і тіла довжиною від 50 до 65 мм, а довжина хвоста від 37 до 47 мм. Коротка шерсть темно-сіро-коричневого кольору. Хвіст подібного кольору, але трохи блідіший знизу. Найбільш значною морфологічною відмінністю між цим видом і C. wuchihensis є структура третього моляра на нижній щелепі.

## Поширення
Знаходиться в кількох різних типах місць проживання у національному парку Хоангльєн. Вони включають в себе первинний ліс з великими деревами, змішані вічнозелені ліси, галявини, прогалини та трав'янисто-лісисті береги потоків. Був знайдений на висоті між 1930 і 2200 м над рівнем моря.